# Pyrgetós (ort i Grekland, Nomós Larísis)
Pyrgetós är en ort i Grekland.   Den ligger i prefekturen Nomós Larísis och regionen Thessalien, i den centrala delen av landet, 240 km norr om huvudstaden Aten. Pyrgetós ligger 132 meter över havet och antalet invånare är 1 681.
Terrängen runt Pyrgetós är varierad. Runt Pyrgetós är det glesbefolkat, med 14 invånare per kvadratkilometer. Närmaste större samhälle är Leptokaryá, 16,0 km norr om Pyrgetós. I omgivningarna runt Pyrgetós växer i huvudsak blandskog.